# قانشنگل
قانشنگل (به قزاقی: Qanshenggel) یک منطقهٔ مسکونی در قزاقستان است که در شهرستان جامبیل، آلماتی واقع شده‌است.